# 汤子跃
汤子跃（1966年—），浙江湖州人，汉族，中华人民共和国政治人物、第十一届全国人民代表大会解放军代表。
毕业于空军雷达学院通信与电子系统专业，是中共党员。担任空军雷达学院微波工程教研室博士。2008年起担任全国人大代表。